# Naraka (Buddhismus)
Dieser Artikel wurde in der Qualitätssicherung Religion eingetragen. Hilf mit, die inhaltlichen Mängel dieses Artikels zu beseitigen, und beteilige dich an der Diskussion.
Im Buddhismus bedeutet Naraka (Sanskrit: नरक) oder Narakaloka so viel wie Unterwelt oder Hölle. Der Begriff findet sich in allen vier indischen Religionen (Hinduismus, Jainismus, Buddhismus und Sikhismus). Naraka ist ein Ort der Leiden und körperlichen Qualen. Im Buddhismus stimmen in vieler Hinsicht die Auffassungen von Naraka mit den hinduistischen überein. Es variieren von Text zu Text die Anzahl und die Namen der Höllen sowie die Art der Sünder, die in eine bestimmte Hölle geschickt werden.

## Herkunft
Eine Art Höllenreich oder Unterwelt namens Narak oder Naraka findet sich auch im Hinduismus, Sikhismus und Jainismus. Auch Yama, der tibetisch-buddhistische Herr des Höllenreichs, trat erstmals in den Veden in Erscheinung.
Die frühen Texte beschreiben Naraka jedoch nur vage als einen dunklen und bedrückenden Ort. Während des 1. Jahrtausends v. Chr. setzte sich das Konzept der Mehrfachhöllen durch. Diese Höllen enthielten verschiedene Arten von Qualen, und die Reinkarnation hing davon ab, welche Art von Missetaten man begangen hatte. Mit der Zeit war das schlechte Karma der Missetaten aufgebraucht und man konnte gehen.
Der frühe Buddhismus hatte ähnliche Lehren über mehrere Höllen. Der größte Unterschied besteht darin, dass in den frühen buddhistischen Sutras betont wurde, dass es keinen Gott oder eine andere übernatürliche Intelligenz gibt, die Urteile fällen oder Zuweisungen vornehmen. Karma, verstanden als eine Art Naturgesetz, würde zu einer angemessenen Wiedergeburt führen.

## Kalte Eishöllen
Die Kalten Eishöllen liegen über den heißen Höllen. Die Eishöllen werden als gefrorene, trostlose Ebenen oder Berge beschrieben, in denen Menschen unbekleidet wohnen müssen. Die Eishöllen sind:
Arbuda (Hölle des Gefrierens bei Hautblasen)
Nirarbuda (Hölle des Einfrierens, während die Blasen aufbrechen)
Atata (Hölle des Zitterns)
Hahava (Hölle des Zitterns und Stöhnens)
Huhuva (Hölle der klappernden Zähne, plus Stöhnen)
Utpala (Hölle, in der die Haut so blau wird wie ein blauer Lotus)
Padma (die Lotus-Hölle, wo die Haut aufreißt)
Mahapadma (die große Lotus-Hölle, in der man so erstarrt, dass der Körper auseinanderfällt)

## Heiße Höllen
Zu den heißen Höllen gehört der Ort, an dem man in Kesseln oder Öfen gekocht und in weißglühenden Metallhäusern gefangen wird, wo Dämonen einen mit heißen Metallpflöcken durchbohren. Menschen werden mit brennenden Sägen auseinandergeschnitten und von riesigen Hämmern aus heißem Metall zerquetscht. Und sobald jemand ausreichend gekocht, verbrannt, zerstückelt oder zerquetscht wird, erwacht er oder sie wieder zum Leben und beginnt alles nochmal von vorne. Gängige Namen für die acht heißen Höllen sind:
Samjiva (Hölle der wiederbelebenden oder sich wiederholenden Angriffe)
Kalasutra (Hölle aus schwarzen Linien oder Drähten; wird als Führung für die Sägen verwendet)
Samghata (die Hölle, von großen, heißen Dingern zerquetscht zu werden)
Raurava (höllisches Geschrei beim Herumlaufen auf brennendem Boden)
Maharaurava (höllisch großes Geschrei, während es von Tieren gefressen wird)
Tapana (Hölle der sengenden Hitze, während man von Speeren durchbohrt wird)
Pratapana (Hölle der sengenden Hitze, während sie von Dreizacks durchbohrt wird)
Avici (Hölle ohne Unterbrechung beim Braten in Öfen)